# 2224 Tucson
2224 Tucson è un asteroide della fascia principale del diametro medio di circa 22,73 km. Scoperto nel 1960, presenta un'orbita caratterizzata da un semiasse maggiore pari a 2,8795600 UA e da un'eccentricità di 0,0486402, inclinata di 2,66996° rispetto all'eclittica.